# The Burden of Proof (film, 1918)
Pour les articles homonymes, voir The Burden of Proof.
Pour plus de détails, voir Fiche technique et Distribution.
The Burden of Proof (littéralement, La Charge de la preuve) est un film muet américain réalisé par John G. Adolfi et Julius Steger, sorti en 1918.

## Synopsis
À Washington, la jeune Elaine est amoureuse d'un jeune homme appelé Robert. Sa famille a perdu sa fortune, et sa mère doit travailler pour un journal. Le propriétaire du journal est un espion allemand.

## Fiche technique
- Réalisation : John G. Adolfi et Julius Steger
- Scénario : S.M. Weller d'après une pièce de Victorien Sardou
- Photographie : André Barlatier
- Société de production : Marion Davies Film Corporation
- Société de distribution : Select Pictures
- Durée : 50 minutes
- Dates de sortie: 
  - 21 septembre 1918

## Distribution
- Marion Davies : Elaine Brooks
- Mary Richards : Mrs. Brooks, her mother
- Eloise Clement : Mrs. Durand
- John Merkyl : Robert Ames
- L. Rogers Lytton : George Blair